# Левчук Степан Петрович
Степан Петрович Левчук (нар. 10 червня 1952, с. Улашківці, нині Україна) — український господарник, громадський діяч. Депутат Чортківської районної ради (1990, 1994, 1998), Тернопільської обласної ради (від 2009). Почесна грамота Кабінету Міністрів України (2003).
Голова Чортківської РДА (від 8 листопада 2001 до 26 лютого 2005).

## Життєпис
Степан Левчук народився 10 червня 1952 в селі Улашківцях, нині Нагірянської громади Чортківського району Тернопільської области України.
Закінчив Копичинецький технікум бухгалтерського обліку (1971), Тернопільський фінансово-економічний інститут (1978) (нині - Західноукраїнський національний університет). Працював нормувальником у колгоспі в с. Свидова (1971—1972), головним економістом у колгопі в с. Росохач (1978—1982, обидва Чортківського району); головою районної планувальної комісії, заступником голови Чортківського райвиконкому-головою райплану (1982—1984); від 1986 — інструктор Тернопільської ОК КПУ; 1988 — заступник голови РАПО Чортківського райвиконкому–начальником відділу економічного розвитку АПК; 1989 — заступник ґенерального директора АПК «Чортківський»; 1991 — заступником, начальником управління сільського господарства Чортківської РДА; 1993 — заступник голови Чортківської районної ради; 1994 — заступник голови, 1-й заступник голови РДА–начальник управління сільського господарства та продовольства; 1998 — заступник начальника управління АПК Чортківської РДА; 1999 — начальник ДПІ в Чортківському районі; 2001 — голова Чортківської РДА; керівником робочої групи управління розвитку та підтримки інфраструктури (2005—2006), директором (2006—2007) Тернопільської філії АКБ «ТАС-комерцбанк», заступником начальника ДПІ в Чортківському районі, директором Чортківського відділення ВАТ «Swedbank» (2007—?).